# Heartbeat (chanson de King Crimson)
Pour les articles homonymes, voir Heartbeat.
Singles de King Crimson
Thela Hun Ginjeet
(1981) Three of a Perfect Pair
(1984)
Heartbeat est la deuxième chanson de l'album Beat, du groupe King Crimson, et qui a donné son nom à un single, paru en 1982.
Elle a également été réutilisée par Adrian Belew en 1990, sur son album solo Young Lions.
Le titre Satori in Tanger rappelle le roman de Jack Kerouac, Satori à Paris, et Neal and Jack and Me fait référence  à Neal Cassady et à Jack Kerouac, tous deux écrivains de la beat generation.

## Titres

### Version 7 pouces
1. Heartbeat (Belew, Bruford, Fripp, Levin) - 3:55
2. Requiem (abrégée) (Belew, Bruford, Fripp, Levin)

### Version 12 pouces
1. Heartbeat (Belew, Bruford, Fripp, Levin) - 3:55
2. Neal and Jack and Me (Belew, Bruford, Fripp, Levin) - 4:23
3. Satori in Tangier (Belew, Bruford, Fripp, Levin) - 3:35

## Musiciens
- Robert Fripp : guitare, orgue
- Adrian Belew : guitare, chant
- Tony Levin : basse, Chapman Stick, chant
- Bill Bruford : batterie